# Kanton Périgueux-1
Der Kanton Périgueux-1 ist seit 2015 ein Wahlkreis im Arrondissement Périgueux, im Département Dordogne und in der Region Nouvelle-Aquitaine in Frankreich.

## Gemeinden
Der Kanton besteht aus dem nordwestlichen Teil der Gemeinde Périgueux mit insgesamt 15.828 Einwohnern (Stand: 2022):